# شینکا
شینکا (انگلیسی: Shinca) شرکت سرگرمی آمریکایی است، که در سال ۲۰۰۵ توسط شین کویامادا تأسیس شد.